# Lansen
Lansen è una frazione del comune tedesco di Peenehagen, nel Meclemburgo-Pomerania Anteriore.

## Storia
Lansen fu citata per la prima volta nel 1481, come possedimento feudale (Rittergut) della famiglia Babbezin.
Il 1º gennaio 2005 il comune di Lansen fu fuso con il comune di Alt Schönau, formando il nuovo comune di Lansen-Schönau, a sua volta divenuto parte, il 1º gennaio 2012, del nuovo comune di Peenehagen.